# Woodsia abbeae
Woodsia abbeae är en hällebräkenväxtart som beskrevs av Frederick King Butters. Woodsia abbeae ingår i släktet Woodsia och familjen Woodsiaceae. Inga underarter finns listade.